# Татарешти
Татаре́шти (рум. Tătărești) — село в Кагульському районі Молдови, утворює окрему комуну.
Село розташоване на річці Велика Салча. Головною галуззю господарства є виноградарство.
За релігійним складом населення поділяється на православних 72%, п'ятидесятників 19% та баптистів 12%.